# Hans-Georg Beyer
Hans-Georg Beyer (Eisenhüttenstadt, 3 de setembro de 1956) é um ex-handebolista alemão oriental, foi campeão olímpico.
Ele é irmão de Gisela Beyer e Udo Beyer.

## Títulos
- Jogos Olímpicos:
  - Ouro: 1980